# Szamossósmező
Szamossósmező település Romániában, Szilágy megyében.

## Fekvése
Szilágy megyében, Nagyilondától délre, Kisdoboka és Nagyborszó között fekvő település.

## Nevének eredete
Nevét sósmezeje után kapta. Neve oláhul Glodu, glod, melynek jelentése sár, sáros. Kádár József monográfiája szerint: a 'sós a régi helynevekben mindig az állott vizet, tavat, vagy kiöntést jelentette, melynek sós ize van, (sziksós) ellentétben a folyóvizek édes vizével. A szláv nyelvben is a latin szó szerint: sósság, mocsarat jelent, tehát annyi lenne, mint sáros.

## Története
Nevét1538-ban Sosmezeu néven említették először, mikor Szapolyai János magyar király Sósmezőt Borszóval együtt Porkoláb Simonnak adományozta.
1553-ban Csicsóvár tartozéka volt.
1570-ben Szapolyai János e Csicsóvárhoz tartozó birtokot Kővár urának Hagymási Kristófnak adományozta.
1603-ban mint Kővárhoz tartozó birtok az elpusztult települések közé tartozott.
1609-ben Gyulafehérváron kelt oklevelében Báthory Gábor az "Oláhországból bejött" soósmezei Vajda Györgyöt és Kosztint új adományként megnemesíti.
1615-ben Bethlen Gábor birtoka volt.
1624-ben soósmezei Vajda János deák, valamint Vajda György és neje Blenke Ágota, Vajda Péter, Tamás és László birtoka volt.
1650-ben Kővárhoz tartozó "fiskális" birtok volt.
1658-ban II. Rákóczi György fejedelem az egykor Szamosújvárhoz, ekkor viszont Kővárhoz tartozó idevaló zöld vagy terseni puskásokat: Boheczel Konstantint, Lázár Gábort, Prekub Gergelyt és Farkas Mikola Lászlót itteni telkeikkel együtt megnemesítette.
1690 júliusában a radnóti országgyűlés végzése szerint Kővárvidék nemessége ide gyűlt össze táborozásra.
1691-ben Sósmezőt puszta helynek írták: A fennmaradt adatok, leírások szerint "hat év előtt hagyták el jobbágyai, házaikat is magukkal vitték, hogy a hadi út terheitől menekedjenek, itt-ott más falukban, erdőkben éltek".
1702-ben a Vajda, Bohoczel, Prekup, Mikola, Puskás, Katona és Csonka egytelkes nemes családok birtoka volt.
1719-ben kincstári birtok volt, és a gróf Teleki család kapta meg.
1750-ben gróf Teleki Miklós birtoka volt, majd 1757-ben gróf Teleki Lajosé lett.
1770-ben a Sósmezei Kozma, és a Vajda családok birtoka volt, majd 1808-ban Sósmezei Vajda Lászlóé.
1830-ban 647 lakosa volt.
1866-ban végzett összeíráskor nemesi jogú birtokosai voltak: gróf Teleki György, Székely Elek, Beczkai Péter és István, Hosszú Kelemen és Miklós és mások.
1891-ben 927 lakosából 11 római katolikus, 749 görögkatolikus, 21 református, 146 izraelita volt.
1898-ban a gróf Teleki család, a szamosújvári görögkatolikus káptalan, Hátosz Flórián, Lázár János, Vajda család, Deáky Péter, valamint a Petri, Nemes, Pintye, Greble családok.
1900-ban 909 lakosa volt, ebből 40 magyar, 868 oláh, 1 rutén volt. Ebből magyarul beszélni tudott 74, írni és olvasni is 73, 801 görögkatolikus, 21 görögkeleti, 12 református, 6 unitárius, 62 izraelita. A házak száma 213, római katolikus 7 volt.
Szamossósmező a trianoni békeszerződés előtt Szolnok-Doboka vármegye Nagyilondai járásához tartozott.

## Nevezetességek
- Görögkatolikus fatemploma